# Coenosia praetexta
Coenosia praetexta este o specie de muște din genul Coenosia, familia Muscidae, descrisă de Pandelle în anul 1899. Conform Catalogue of Life specia Coenosia praetexta nu are subspecii cunoscute.